# Лестница существ

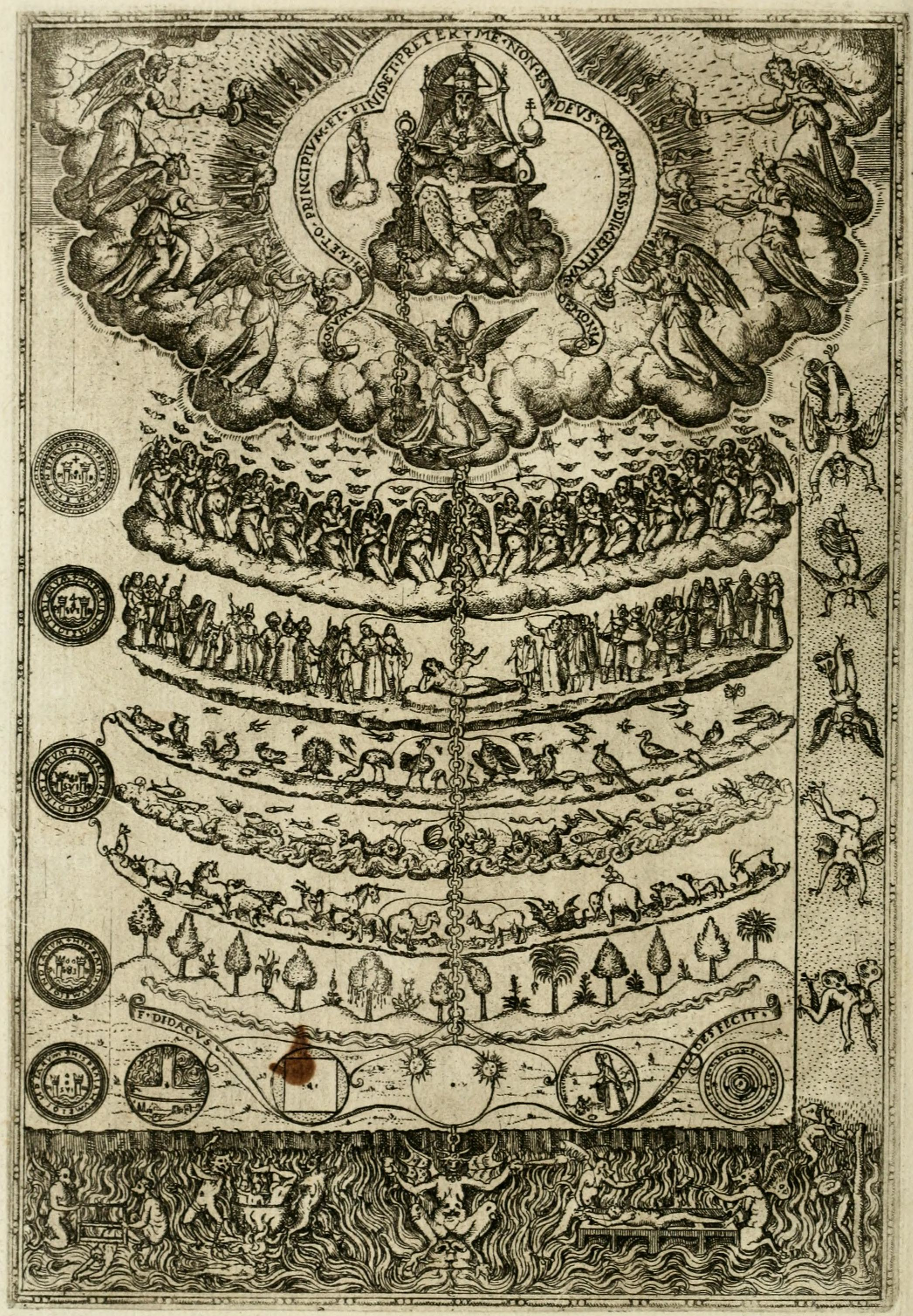
Великая цепь бытия, рисунок 1579 года из Rhetorica Christiana Фрая Диего де Валадеса

Лестница существ, великая цепь бытия (нем. Stufenfolgen der Natur; фр. échelle des êtres; англ. great chain of being) — распространенная среди естествоиспытателей и философов, главным образом XVIII века, идея иерархии, распределения существ, начиная с неорганических тел (минералов) и заканчивая животными и человеком. В качестве основного положения это учение признавало повышение существ от низших ступеней к высшим (градации), непрерывность переходов между ними, а следовательно, и отрицание скачков и преформизм (предустановленность) развития.
Идея лестницы существ ведёт свое начало от Аристотеля. В трактате «О частях животных» Аристотель развивал мысль о том, что все существа этого мира связаны между собой нечувствительными переходами. Аристотель в своей книге «Истории животных» писал:
Природа постепенно переходит от тел неодушевленных к животным, и потому трудно вскрыть, где собственно грани и где середина этого последовательного ряда форм. Ибо вслед за телами неодушевленными идут сперва растения, которые отличаются друг от друга тем, что одни из них проявляют больше, другие меньше жизни.
По Аристотелю, за растениями идут животные, которые проявляют ещё больше жизни, причем и они отличаются друг от друга степенью её развития, и, наконец, в наибольшей мере жизнью обладает человек. Жизнь, согласно Аристотелю, на различных ступенях своего развития проявляется по-разному. На первой ступени она характеризуется питанием, а также ростом и размножением, на второй — передвижением организмов и их ощущением, а на третьей — мышлением. Соответственно этому существуют три градации души:
1. душа питающая — характерна для растений,
2. душа чувствующая — характерна для животных
3. душа разумная, являющаяся исключительным достоянием человека.

В XVII веке подобные идеи были вновь вызваны к жизни Лейбницем в его учении о монадах. По Лейбницу, монады, эти души существ, начала вещей, образуют непрерывный ряд, начиная от неорганических тел и кончая Богом, этой монадой монад. Влияние Лейбница особенно сказалось на учении швейцарского естествоиспытателя Шарля Бонне, пытавшегося фантастически соединить науку с религией. Бонне при построении лестницы существ использовал взгляды Лейбница на природу (формулу Лейбница «природа не делает скачков»), Бонне отрицал наличие резких, качественных переходов между телами природы и исторического развитие живой природы, принимая идею неизменяемости изначально созданных сверхъестественной силой. Бонне изложил своё понимание в сочинениях «Трактат о насекомых» (фр. «Traité d'insectologie»; 1745), и «Созерцание природы» (фр. «Contemplation de la nature»; 1764) и построил в духе монадологии Лейбница свою лестницу существ, в которой низшими членами были огонь, воздух, вода, земля, а высшими — человек, чины небесной иерархии и Бог.
В принципе считалось, что лестница существ содержит столько ступеней, сколько существует видов растений и животных.
Идея лестницы существ нашла сочувствие и среди французских материалистов: Дидро, Робине и другие. Однако французские материалисты и их последователи резко критиковали идеализм Лейбница и богословские построения Бонне. Жестоко высмеивал идею Бонне и Вольтер, выставляя ее прототипом иерархии католической церкви. Против мистической трактовки Бонне выступил в конце XVIII века русский философ-материалист А. Н. Радищев; он категорически высказывался против преформистских представлений, говорил о развитии природы, отмечал единство и многообразие неживой и живой природы. В своём труде «О человеке, о его смертности и бессмертии» Радищев вместо идеалистически понимаемой Бонне лестницы существ выдвинул материалистически трактуемое положение о «лествице веществ», дав ей следующую общую формулировку:
от камени до человека явственна постепенность, благоговейного удивления достойная, явственна сия лествица веществ, древле уже познанная, на коей все роды оных един от другого столь мало, кажется, различествуют, что единого другому собратным почесть можно с уверением.
Французские материалисты, а особенно такие их последователи, как Ламарк, из лестницы существ сделали совершенно обратные выводы, превратив её в доказательство последовательного развития организмов. По мнению Ламарка, деградация существ Бонне от высших к низшим является выражением прямо противоположного процесса — градации, то есть развития существ от низших к высшим, в ламаркизме лестница существ это результат эволюции растительных и животных форм. Сообразно этому Ламарк расположил организмы в один ряд, начиная от инфузорий и кончая млекопитающими (и человеком). Для растений подобную попытку расположения организмов в виде восходящей лестницы, начиная с водорослей и грибов и кончая цветковыми, сделал еще до Ламарка Жюссьё, примеру которого последовал целый ряд естествоиспытателей как во Франции, так и за пределами её. Материалистическое крыло немецких натурфилософов также понимало лестницу существ как доказательство эволюции. Например, Гёте писал:
Природа не делает скачков. Она не смогла бы создать лошадь, если бы ей не предшествовали все остальные животные, по которым природа, как по лестнице, поднималась до структуры лошади.
Наоборот, в противоположность Гёте Гегель представлял себе развитие природы в виде окаменелых, застывших ступеней развития абсолютной идеи, отрицая при этом самостоятельное развитие природы и не признавая какого-либо научного значения за эволюционными идеями. Таким образом, лестница существ, только будучи освобожденной от теологических привесок, смогла сыграть положительную роль в развитии эволюционного учения. Отголоском лестницы существ в биологии первой половины XIX века были идеи плана (Жоффруа Сент-Илер, Гёте и другие) или планов (Кювье). В противоположность прямолинейному расположению существ у Жюссьё, Ламарка и других Линней и Герман считали, что правильное изображение сходства организмов возможно в виде сети. Паллас же предложил древовидное расположение организмов, которое в форме генеалогического дерева получило распространение в позднейшей биологии.
Идею об историческом развитии органической природы в 1-й половине XIX века успешно развивали в России И. Е. Дядьковский, Э. И. Эйхвальд, М. А. Максимович, П. Ф. Горянинов, К. Ф. Рулье и другие. Окончательно утвердил исторический подход к решению проблемы развития органического мира от простого к сложному Ч. Дарвин в своём произведении «Происхождение видов путём естественного отбора» (1859).